# 野球ユニフォーム

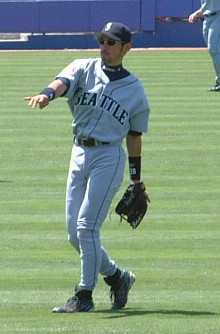
ユニフォーム姿の野球選手（イチロー）

野球ユニフォーム（やきゅうユニフォーム）は野球選手が着用するユニフォーム。
シャツ（ジャージ）、アンダーシャツ、パンツ、帽子、ストッキングなどによって構成される。
チーム全員が揃いの服装で試合に臨んだ最初のチームは、近代野球ルールを考案したアレキサンダー・カートライトが1845年に結成したニューヨーク・ニッカーボッカーズである。
ユニフォームのレプリカまたオーセンティックモデル や、派生したブランド商品の売り上げは、プロチームの大きな収入源となっている。

## 歴史

### 黎明期

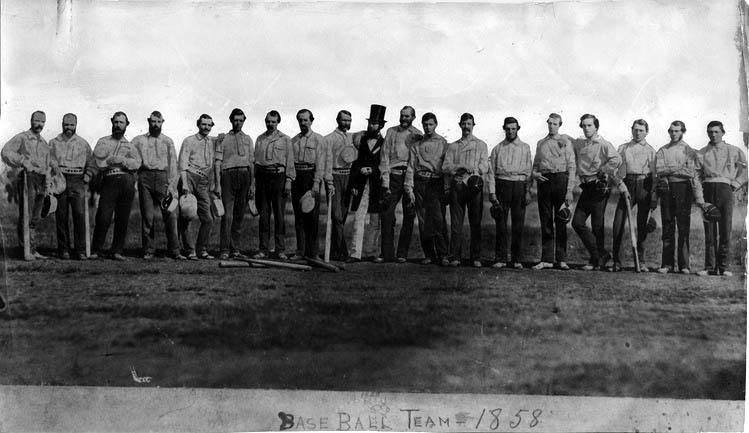
ニューヨーク・ニッカボッカーズ（向かって左）と対戦相手のチーム 1858年

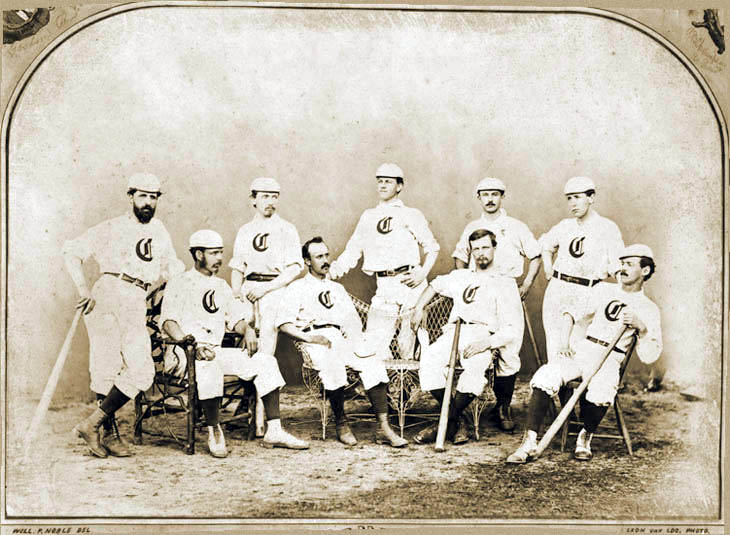
シンシナティ・レッドストッキングス 1868年

1849年4月4日の試合において、ニューヨーク・ニッカボッカーズが史上初めて揃いのユニフォームを着用した。その時の服装は青いウールのズボンと白いフランネルのシャツ、そして麦わら帽子であった。
ニッカボッカーズのユニフォームはその名称とは裏腹に踝まである通常の長ズボンであったが、現在まで続く膝丈のパンツにストッキングという様式を初めて採用したのが1867年に誕生したシンシナティ・レッドストッキングスである。レッドストッキングスは最初のプロ野球チームとして各地を興行し、その後の野球ユニフォームのスタイルを決定づけた。
ユニフォームを着用するという慣習はすぐに広まり、1900年までに全てのメジャーリーグベースボールチームが採用した。
レッドストッキングスが採用したことで初期の標準形となっていた胸当て付きのシャツは1897年のボストン・ビーンイーターズ（現アトランタ・ブレーブス）を最後に姿を消し、以降は現在にまで続くシングルブレストのボタンフロントが主流となっていった。

### ホーム用とビジター用のユニフォーム

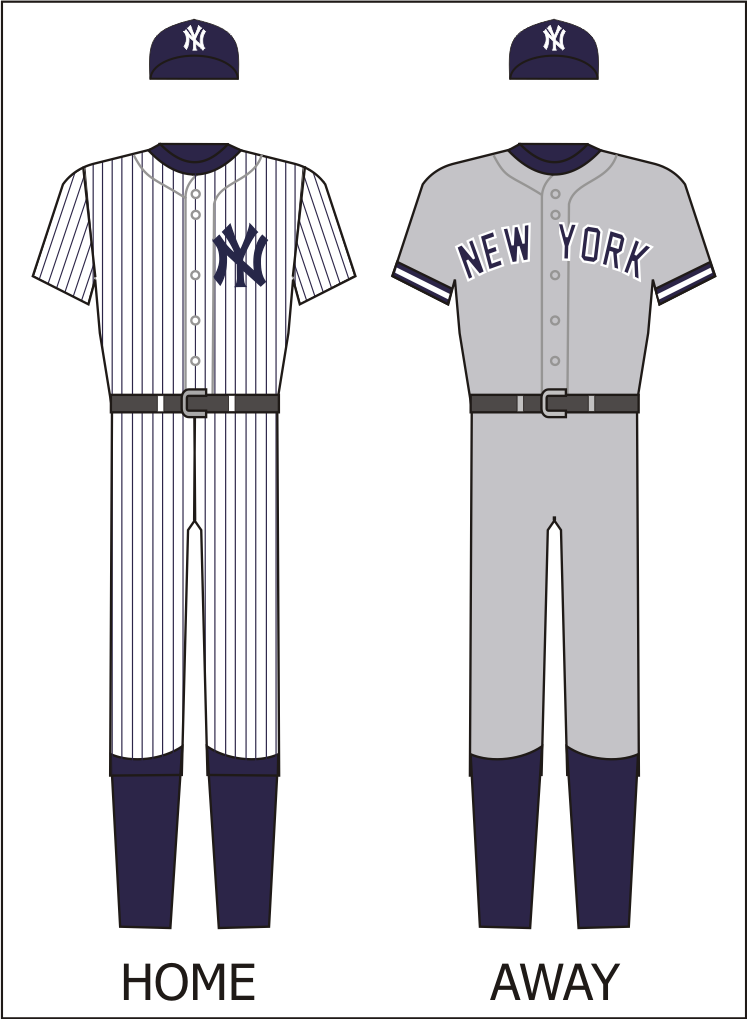
2012年のニューヨーク・ヤンキースのユニフォーム
左のピンストライプのユニフォームがホーム用、右のグレーのユニフォームがビジター用

プロ野球の球団はホーム及びアウェイ用に2種類以上のユニフォームデザインを用意しており、多くのチームは白色を基色とするホームゲーム用にニックネーム、灰色またはその他の濃色をベースとするビジターゲーム用に都市名を入れている。
1880年代には、ポジションごとに異なる色や柄のユニフォームを着用し、ストッキングの色のみで所属チームを識別するという試みも行われたが定着しなかった
。
1888年にはナショナルリーグのデトロイト・ウルバリンズとワシントン・ナショナルズ、またアメリカン・アソシエーションのブルックリン・ブライドグルームス（現ロサンゼルス・ドジャース）が初めてストライプのユニフォームを使用した。
ブルックリン・ブライドグルームスは1889年にチェック柄のユニフォームを使用し、それを1907年（スーパーバス時代）と1916-1917年（ロビンス時代）に復活させた。サテン（本しゅす）のユニフォームは繊維の光沢がより光を反射して見やすいので、ブルックリン・ドジャースを含む複数のチームによってナイトゲーム用として採用された。
19世紀の終わりまでに、本拠地の野球場での試合（ホームゲーム）用と相手チームの球場での試合（ビジターゲーム）用の2種類のユニフォームを使い分けるという慣習が定着した。ホームでは白いユニフォーム、ビジターではグレーや無地の紺、黒などのユニフォームを着ることが一般的となった。この習慣の初期の例として1907年にビジター用として青いデザインのユニフォームを使用し始めたブルックリン・スーパーバス（現ロサンゼルス・ドジャース）が挙げられる。
1916年にはサンフランシスコ・ジャイアンツのビジター用ユニフォームに紫の線のタータン柄が登場し、他の種類のビジター用ユニフォームは無地の紺、もしくは黒の生地で周りが白いものだった。カンザスシティ・アスレチックス（現オークランド・アスレチックス）のホーム用、ビジター用のユニフォームは1963年にチャーリー・O・フィンリーによって金色と緑色に変更された。一部のチームは1970年代から1990年代初頭にかけて水色のビジター用ユニフォームを使用した。初期のストライプ模様はユニフォームの長さに合わせて、ピンストライプ（細縞）と呼ばれる長いストライプ模様に発展した。1907年にメジャーリーグの一部のチームが初めてこのピンストライプを採用し、観衆がよりはっきり選手達を見えるように1912年に広まった。

### 背番号
試合用のユニフォームには、選手を識別するために背番号が入れられる。プロ野球においては個人名を入れることも一般的である。
1916年にはクリーブランド・インディアンスが初めてユニフォームに番号をつけた。番号はホーム用ユニフォームの左袖だけにつけられた。1929年にはニューヨーク・ヤンキースとクリーブランド・インディアンスが初めて番号をユニフォームの背中につけた。1932年までにメジャーリーグの全てのチームが選手達のユニフォームに番号をつけるようになった。1952年にはブルックリン・ドジャース（現ロサンゼルス・ドジャース）がユニフォームの前面に番号をつけた初めての野球チームとなった。
背番号は通常1桁ないし2桁だが、日本プロ野球で育成選手として登録される選手は3桁の番号をつけることになっている。メジャーリーグのチームは概して春の練習で、レギュラーシーズンのロースターには登録されそうにない選手に数字が大きい番号（#50以上）を割り当てる。したがって数字の小さい番号は一流選手の証と考えられるが、数字の大きい番号を好んでつけるベテラン選手も少なくない。50台以上の背番号でアメリカ野球殿堂に殿堂入りした選手は、ブルックリン・ドジャースとロサンゼルス・ドジャースで#53をつけたドン・ドライスデールと、シカゴ・ホワイトソックスで#72をつけたカールトン・フィスクの二人である。

### 帽子

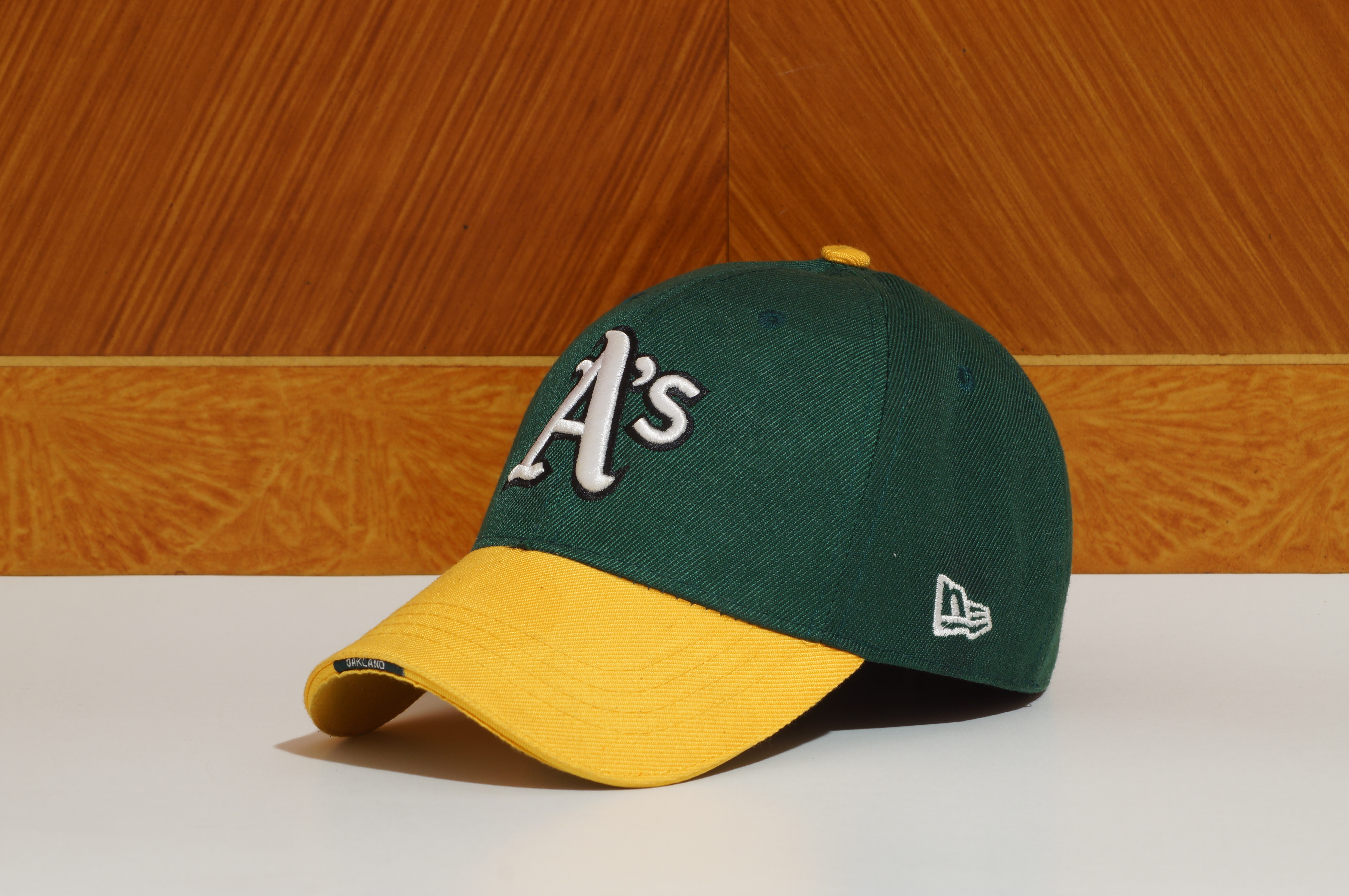
オークランド・アスレチックスの野球帽

1840年代から1870年代にかけてはかぶり物に関する公式なルールがなかったために、野球選手は様々な種類の帽子をかぶったり、もしくは何もかぶらずにプレイした。この当時に使用された帽子の例としては、全面に縁がある麦わら帽子のカンカン帽、乗馬用ヘルメット、キャスケット、頭頂部が平らなピルボックス・キャップ(フラットトップ・キャップ)などが挙げられる。

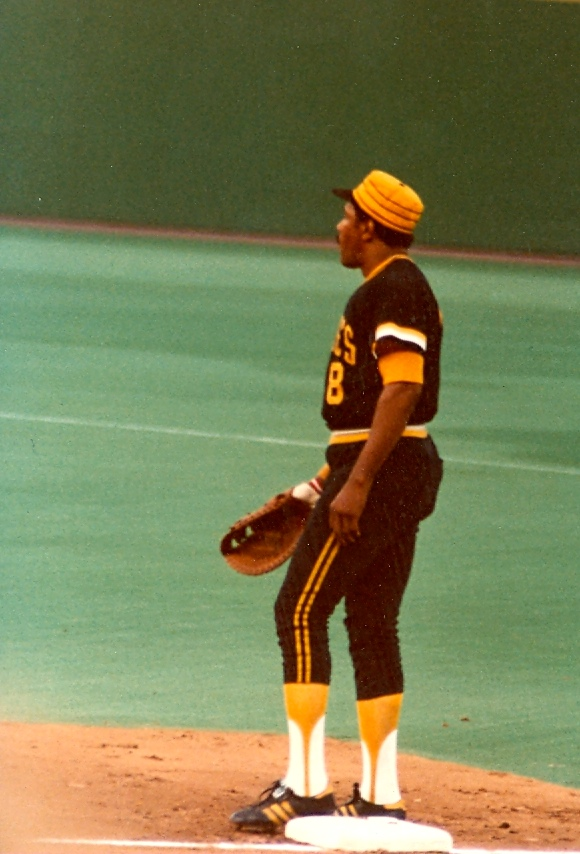
1979年、ピルボックス・キャップを被るピッツバーグ・パイレーツのウィリー・スタージェル。

1860年前後に、ブルックリン・エクセルシオールは現代の野球帽の原型となる丸い形状の頭頂部と目庇という独特の特徴を持った帽子を導入した。1870年代には円筒部に水平のストライプが数本あしらわれたピルボックス・キャップが多くのチームで流行した。しかし、20世紀の初頭までには「ブルックリン・スタイル」と呼ばれたエクセルシオール型の帽子が一般的となり、1940年代にはほぼ現在と同じ形状の野球帽として定着した。クラシカルなピルボックス・キャップは1916年のニューヨーク・ジャイアンツ（現サンフランシスコ・ジャイアンツ）などいくつかのチームで散発的に復刻されたが、長くは定着しなかった。1976年にはナショナルリーグ創立100周年を記念して、ニューヨーク・メッツ、フィラデルフィア・フィリーズ、ピッツバーグ・パイレーツがピルボックス・キャップを復活させているが、特にパイレーツはこの帽子を佩用して1979年のワールドシリーズを制し、その後も1986年シーズンまで採用しており、パイレーツは野球におけるピルボックス・キャップの代名詞ともいえる存在となった。ピルボックス・キャップは、日本においても大阪府立市岡高等学校や愛知県立旭丘高等学校などが伝統的に採用している。
21世紀に入っても縫製方法による8枚パネル型、6枚パネル型。サイドのたった垂直型、丸型など補強やシルエットの違い。ラッパー文化を取り入れたつばのフラットスタイルなどチームや選手によって細かな特色が見られる。

### シャツ

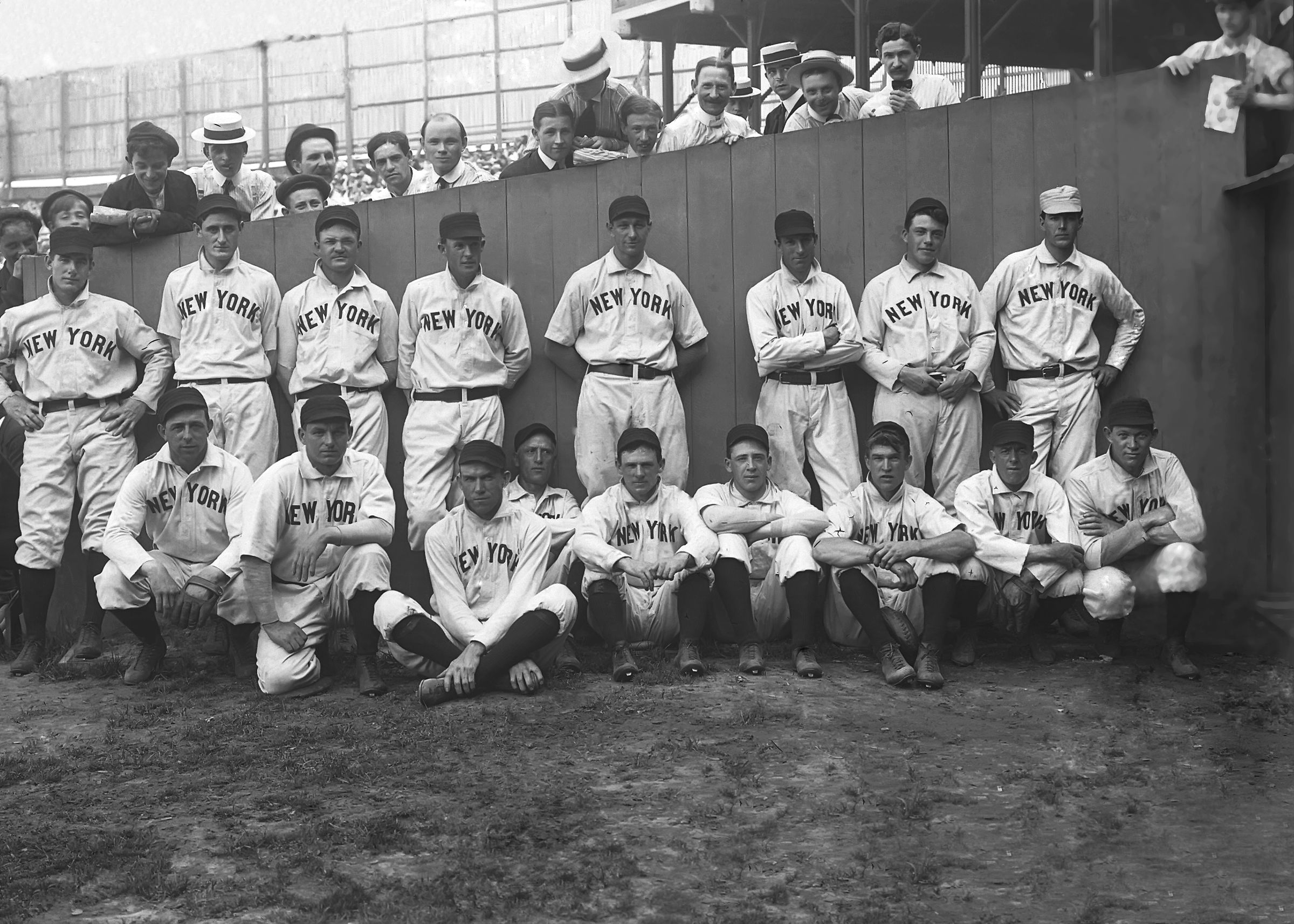
ピルボックス帽に襟付きのシャツを纏った1904年のニューヨーク・ジャイアンツ。長袖、半袖、七分袖が混在している。

初期のシャツは折襟で長袖の、当時一般的であったスポーツシャツのスタイルを踏襲しており、ネクタイを佩用している姿も確認できる。1860年代にはチームのイニシャルを中央に施した胸当て付きのシャツが流行し、その後、紐で編み上げるスタイルを経て、1900年代には今日まで続くシングルブレストでボタン留めのスタイルに落ち着いた。1920年代にはジッパー式、1970年代にはボタンなしのプルオーバータイプが流行したが、現在はまた伝統的なスタイルに回帰している。当初は長袖を捲り上げて着用していたが、1900年頃には七分袖程度となり、その後半袖や袖なしへと発展していく。ユニホームの下には下着としてのシャツを着用したが、これは今日に至るまでアンダーシャツという様式として残っている。折襟は1910年頃、立襟も1930年代にはほぼ消滅しているが、日本においては現在も短い立襟を付与する例が少なくない。生地はウールまたはコットンのフランネルで、後には布帛も用いられた。かつては首周りと前立てに補強のための当て布が施されたが、素材の変化とともに省略されるようになり、現在では俗に「ラケットライン」と呼ばれるパイピングにその名残りを留めている。1970年代以降はポリエステルのダブルニットやメッシュ素材が用いられるようになり、伸縮性や通気性が格段に向上した。2000年代以降はアンダーシャツにコンプレッションウェアが用いられるようになり、旧来のものとは着用時の見た目が大きく変化している。

### パンツ

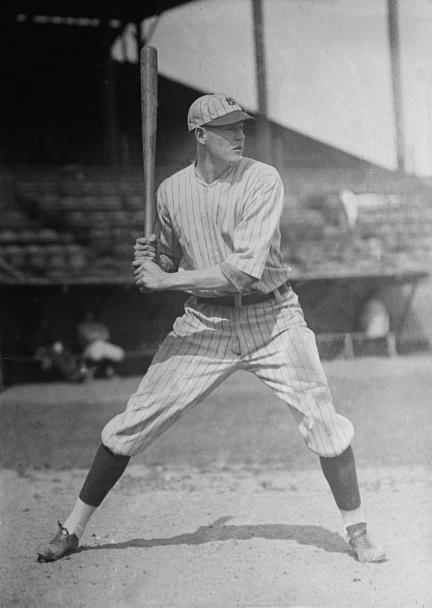
ニューヨーク・ヤンキース ボブ・ミューゼル 1921年

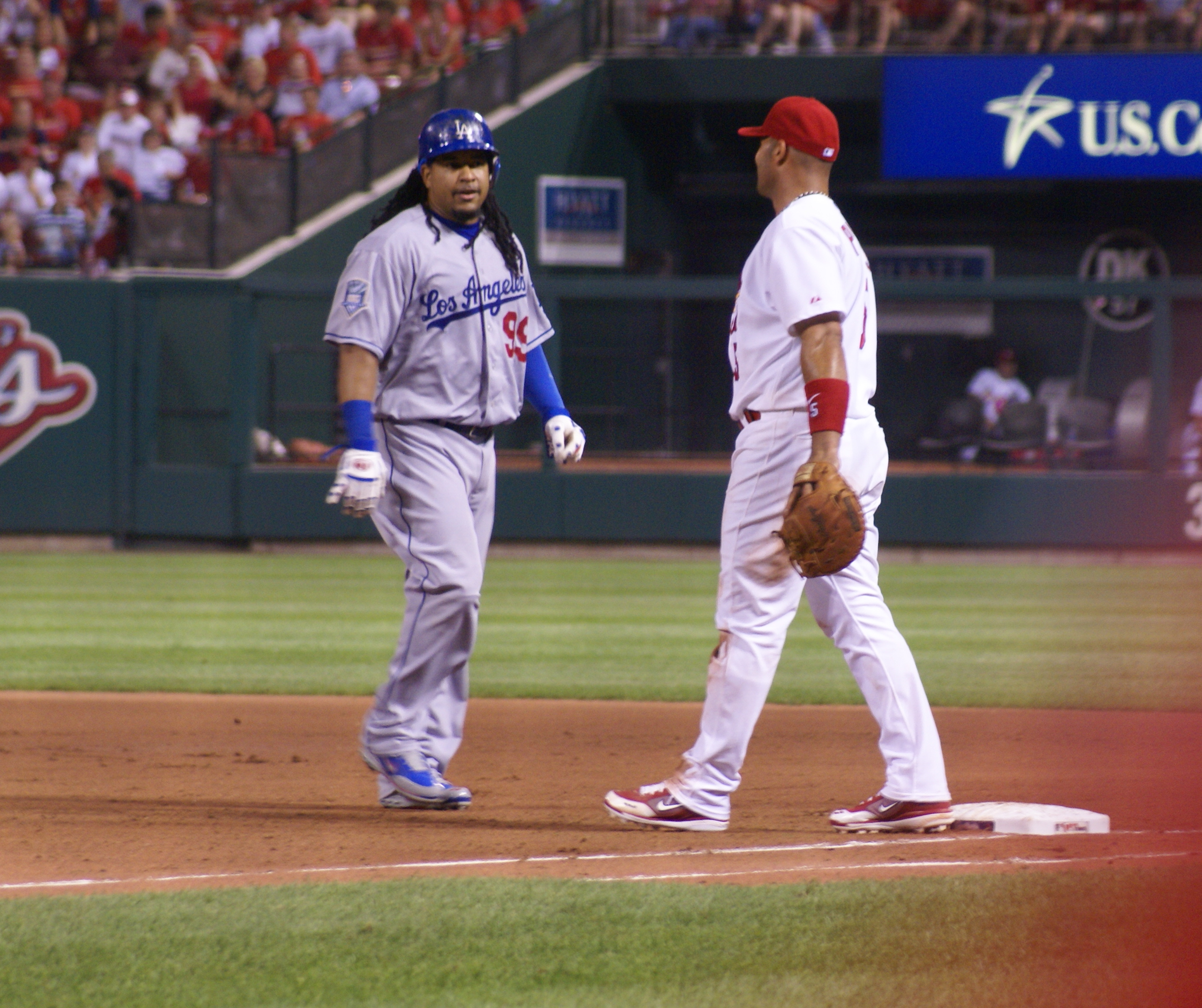
2010年代の主流であるルーズな着こなし

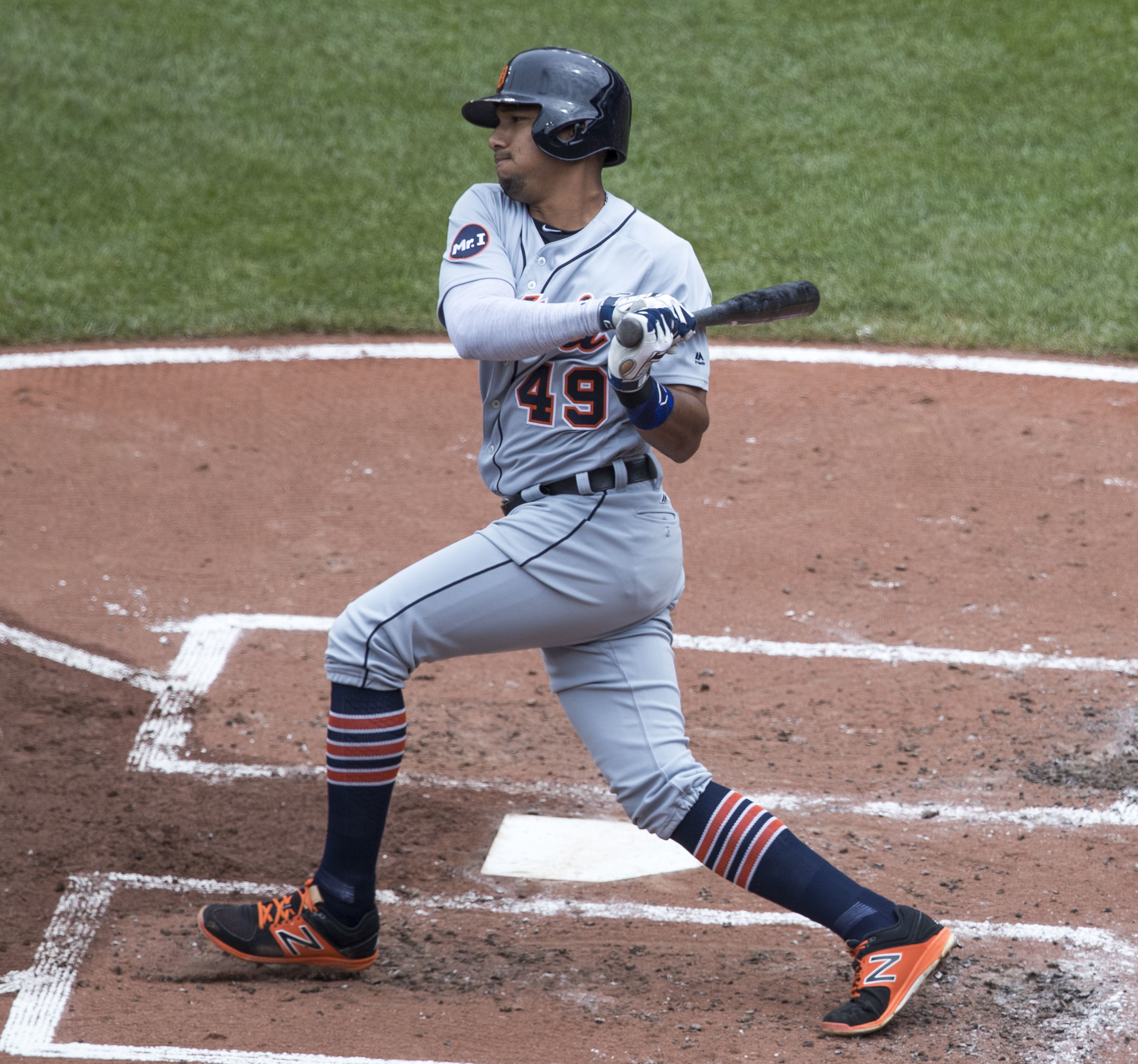
クラシック・スタイルとストライプの復権　ディクソン・マチャド 2017年

野球用パンツは膝下丈でダブダブのいわゆるニッカボッカが本来のスタイルであり、これに厚いストッキングを組み合わせることで運動時の機能性と安全を両立させるという考え方から誕生している。
しかしこの原則は丈夫で伸縮性に富むダブルニット素材が開発された1970年代以降は無意味なものとなり、ユニフォームの着こなしは大きく変化した。伝統的なスタイルは様式として残存しているものの、パンツに関しては個人の好みや時代による流行の変遷が著しくなっている。
1970年代には多くの球団がベルトレススタイルを採用したが、一時の流行に留まり1990年代にはほぼみられなくなった。
一方でパンツの丈はストッキングと反比例するかのように下がり続け、その結果としてストッキングの柄が露出することがなくなったため、ストライプなど独自の意匠を配することをやめてしまったチームも多い。
1990年代にはついに足首までぴったりとフィットしたスタイルが主流となり、ストッキングは完全にその役割を失った。
2000年代からはルーズなシルエットのパンツが流行し、広がった裾がスパイクを覆い隠すようなスタイルが主流となっている。
大半のメジャーリーガーが着用していることから、このルーズなズボンは 「プロフレア」と呼ばれている。
一方でこうした流行に叛旗を翻し、クラシックな膝丈のスタイルを愛好する選手も黒人選手を中心に一定数存在し、2010年代以降は若い選手を中心として徐々に増加している。また復刻版のユニフォームを着る場合は、そうした服が着られていた時代の雰囲気を作るために、通常はルーズな着こなしをする選手もクラシックスタイルを取るのが一般的である。
鐙型のストッキングの重ね履きにもリバイバルの兆しがあり、多くのチームでストッキングのストライプが復活している。さらに近年のMLBでは、パンツの裾を膝上にまで上げる極端な着こなしを行う選手も登場している。

### ストッキング

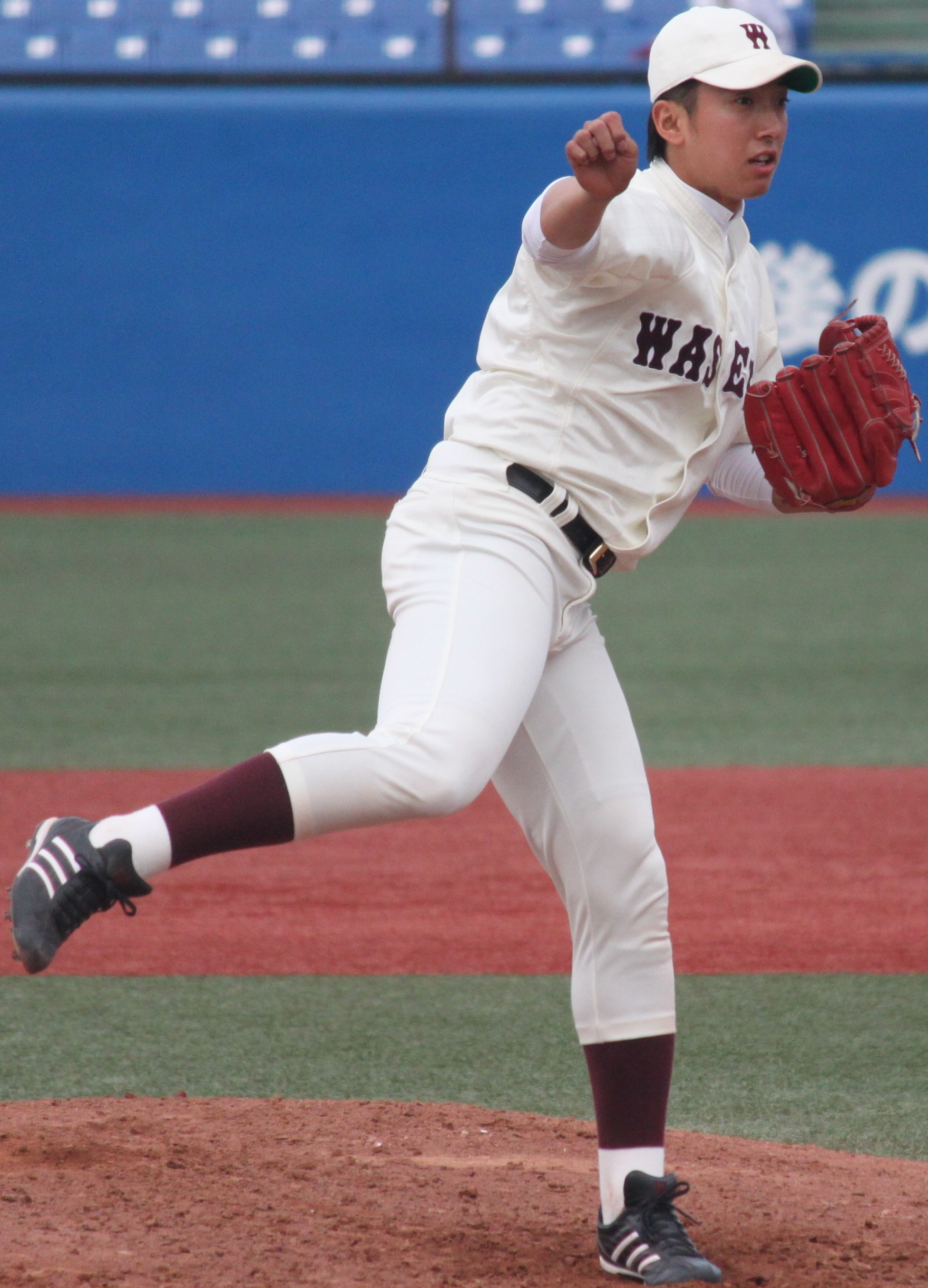
8枚接ぎの浅い帽子、襟付きのシャツ、足首の白いストッキングなど、クラシカルな特徴を残した早大野球部のユニフォーム

最初のプロ野球チームであるシンシナティ・レッドストッキングスの影響もあり、黎明期のプロ野球においてストッキングの色や柄はチームを見分けるための目印としての役割があった。シカゴ・ホワイトストッキングス（現シカゴ・カブス）、セントルイス・ブラウンズ（現セントルイス・カージナルス）、さらには現存するシカゴ・ホワイトソックス、ボストン・レッドソックス、シンシナティ・レッズ、デトロイト・タイガーズ などのチーム名はストッキングの色に由来している。
野球が始まった当時のストッキングは染料に有害な成分が含まれており、皮膚がかぶれたり、試合中の怪我などでこれが血液中に入り健康被害を及ぼすことがあった。そのため前後がカットされた鐙型のストッキングが1910年ごろに発案され、染料を含まない安全な白い木綿のストッキングの上に重ねて履くスタイルが誕生した。古くからの伝統的なチームのストッキングの下部が白いのはこの当時の名残りであり、下に履いたストッキングとの境目を目立たせないための工夫であった。おおむね1950年代まではこの形式が継承されたが、小口の開口部は徐々に広くなり、足首より下を白くするスタイルは1960年代にはほぼみられなくなる。白いアンダーストッキングを見せる履き方が一般的になると、以降はその露出面積が加速度的に拡大し、1980年代にはガーターベルトのような紐だけのスタイルや、重ね履きに見えるようプリントされたフェイク製品まで出現するようになっていった。2枚履きの意義そのものがとうの昔に形骸化していたこともあり、2000年代以降は1800年代と同じように、白い部分の存在しない単色のストッキングの1枚履きが一般的となっている。

### 靴・ベルト
公認野球規則において靴やベルトはユニフォームの一部とはみなされておらず、色や形についての規定はない。
しかし日本の高校野球などにおいてはその色や光沢についてまで厳格に定められており、プロ野球においても色だけはチームで統一することが一般的である。
1950年代までは基本的に黒色以外製造されていなかったが、1960年にカンザスシティ・アスレチックス（現オークランド・アスレチックス）が白い靴を採用し、その伝統はチームの本拠地がオークランドに移っても受け継がれた。それ以来、多くのチームはチームカラーと一致する色の靴を履くようになっている。

### 胸マークとロゴ

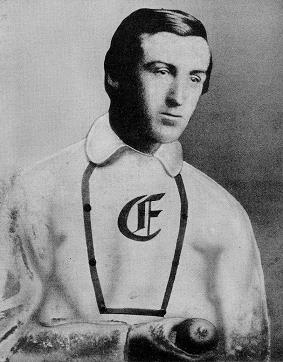
古字体の"E"の文字が描かれたブルックリン・エクセルシオールのユニフォーム　ジム・クレイトン　1860-1862年頃

ごく初期には、最初のプロ野球チームであるシンシナティ・レッドストッキングスに倣って胸の部分に古字体でイニシャルを配するデザインがよく使われた。このスタイルはデトロイト・タイガースに残っており、彼らのホーム用シャツにはゴシック体の“D”が書かれている。
ニックネームはメディアがつけた非公式なものから始まったが、1900年代初頭にはこれを市場戦略の一環として積極的に取り入れ、マスコットキャラクターとして採用する例も登場し始めた。初期の例としては、1901年のデトロイト・タイガースの帽子に赤い小さなトラが描かれたり、1907年には子熊のマークがシカゴ・カブスのユニフォームに描かれたりした。
1930年代までに、ほとんどのチームがホーム用シャツには独自のロゴを用いたニックネームを書くようになった。MLBにおいて、現在も伝統的にホーム用ジャージに都市名のイニシャルを表記しているのは、ニューヨーク・ヤンキースとデトロイト・タイガースの2チームのみである。またビジターゲーム用のジャージーには都市名を明記するのが通例であるが、近年ではビジター用にもニックネームのロゴが使われるケースがみられるようになっている。

#### 日本プロ野球のケース
日本の職業野球においても当初はアメリカの慣習に従い、胸マークには古字体のイニシャル、都市名、ニックネームなどが記された。
しかし当時はフランチャイズ制度が導入されておらず、同一都市に複数のチームが併存していたため、親会社やスポンサー企業の名称を球団名とする例も多かった。第二次世界大戦勃発後はメディアにおける敵性語の使用自粛が進み、英語のニックネームや、識別が困難となる都市名表記は完全に姿を消した。戦後になりホーム用ではニックネームを表記する習慣が定着したが、ビジター用のユニフォームに都市名を表記するチームは一部に限られ、テレビ中継の開始により広告宣伝としての価値が認知されたこともあり、企業名表記が日本における標準となった。これは2000年代以降のフランチャイズの地方分散化、地域密着戦略による都市名標榜の再評価まで続いた。
公認野球規則はプロ野球のユニフォームに企業の商標等を入れることを禁止しているが、日本のプロ野球においてはその規則を適用せず、球団の親会社やスポンサーのロゴやメーカーのCIなどを入れている例が多い。日本野球機構管轄のプロ野球では、ユニフォーム広告が2000年10月31日のプロ野球実行委員会で「解禁」が決議されたが、その仕様には細かい規制がある。

## 限定ユニフォーム
メジャーリーグでは、公式戦の期間中に限定ユニフォームで試合を行うことが日本に比べて多い。例えば、「オールド・タイマーズ・デー」「ターン・クロック・デー」などと題して、旧デザインのユニフォームを着たり、あるいは、同じ街をフランチャイズにしていたチームに敬意を表してそのチームの復刻ユニフォームを着用して試合を行うことがある（詳細はen:Throwback uniformを参照）。復刻されるのは必ずしもメジャーリーグのチームとは限らず独立リーグやニグロリーグのチームの場合もある。また復刻版の他、軍港のあるサンディエゴを本拠地に持つサンディエゴ・パドレスは、毎年4月の一時期、迷彩服を模した特別デザインのユニフォームを使用している。
日本では2005年より始まった交流戦において、阪神タイガースが旧デザインのユニフォームを着用し好評であったことから、交流戦を中心に限定ユニフォームで試合を行うチームが増えている。特に2008年は各球団で創設からの節目の年になる事が相次いだため、復刻版ユニフォームが一気に広まった。基本的にはホームチームのみで行う場合が多いが、相手チームとの合同で復刻ユニフォームによる試合を行うこともある。また、カラースキームなどが相手チームのビジターユニフォームと似通ってしまう場合にはビジターチームがホームユニフォームを着用することもあるが、サッカーのように厳密に規定されているわけではない。
オールスターゲームなどのイベント時には、限定ユニフォームが用意されることがある。
また、練習用ユニフォーム（オルタネート）など公式戦では使用しないユニフォームを用意しているチームもある。シアトル・マリナーズなど一部のチームではホーム用ユニフォームを数種類用意し、試合ごとに選手の希望（大抵はその日の先発投手が選び、スターティングメンバー達もそれに従って着る）で好きなデザインを選んで試合することもある。あるいは、特定の曜日のみ、特定の期間限定として着用するユニフォームを用意しているチームもある（例: 千葉ロッテマリーンズや読売ジャイアンツの日曜日限定ユニフォーム、横浜DeNAベイスターズの夏季限定ユニフォームなど）。

### 特徴的なユニフォーム
- 1968年5月15日から、中日ドラゴンズがノースリーブのユニフォームを使用。しかし、最下位に終わったため、この年限りの使用となった。中日は1998年にも日曜日のナゴヤドームでの試合限定で、また千葉ロッテマリーンズが夏休み時のホーム用としてノースリーブのユニフォームを導入している。メジャーリーグでは、ピッツバーグ・パイレーツ、シンシナティ・レッズなどがノースリーブ・ユニフォームを採用している。なお、2002年から2008年まで使用していた広島東洋カープのビジター用ユニフォームは一見ノースリーブに見えるが、実際は赤い袖が付いているものである。
- 1973年後期、日拓ホームフライヤーズは7種類のユニフォームを日替わりで使用した。しかし、その年のオフに日本ハムに身売りしたため、わずか半シーズン限りの使用となった。
- 1976年前期、太平洋クラブライオンズが、前面が番号のみのアメフト型ユニフォームを採用。しかし、「企業名を外したのは身売りのための布石ではないか」という声があがったため、後期からは球団ロゴを復活させた。
- 1998年の中日ドラゴンズ、2002年以降の千葉ロッテマリーンズなどが、日曜日限定のサンデーユニフォームを使用したほか、2006年～2007年は読売ジャイアンツが休日の主催試合でホリデーユニフォームを使用している。

### プロ野球交流戦用ユニフォーム
- 阪神タイガースが、2005年から始まった交流戦で旧デザインを復刻したユニフォーム（ホームのみ）を使用。これを皮切りに、多くの他球団も交流戦専用ユニフォームを使用するようになった。翌2006年も同デザインでビジター用とともに使用（ただし、ホームとビジターが逆）。2007年はファッションデザイナーのコシノヒロコがデザインしたユニフォームを使用。2008年のユニフォームは本物の虎をイメージし、伝統のタテジマの胸部分の色に濃淡をつけ、場所によってシマの濃さが変わるグラデーションが施されている。また、プロ野球界で初めて、従来はアップリケだった胸のロゴ、袖のマークなどをすべてプリントにしたことで、約100g軽くなった。
- 横浜DeNAベイスターズも、横浜ベイスターズ時代の2005年から交流戦で期間限定のユニフォームを使用している。なお、2年ごとにデザインが変更されている。
- 東北楽天ゴールデンイーグルスは、2006年から、ホームゲームのみで交流戦用ユニフォームを使用している。
- 埼玉西武ライオンズは、2008年の交流戦で、所沢移転30周年を記念して、ホームゲームのみで交流戦用ユニフォームを使用した。
- 読売ジャイアンツは、2008年に期間限定ビジター用の「サマービジターユニフォーム」を使用した。清涼感を出す薄いグレーが基調で、背中の全面と脇の部分にメッシュ素材を採用し通気性がよく、軽量化されている。交流戦が開幕する5月20日から8月末まで着用する予定だったが、2008年は8月以降もシーズン終了までそして2009年におけるチームの正式なビジターユニフォームとなった。

### 復刻ユニフォーム（NPB）
- 「GREAT CENTRAL」〜オールドユニホームシリーズ2010〜
- 「GREAT CENTRAL」〜レジェンドユニフォームシリーズ2012〜
- レジェンド・シリーズ2013

デザインの詳細は同項目および下記各球団の項目を参照
阪神タイガース
2005年の交流戦で、1979年から1981年までホームゲームで使用されていた復刻版ユニフォームを使用した。
2006年の交流戦では、同時期（1979年から1983年まで）にビジター用として使用されていた水色のユニフォームをホームゲームで、前年使用したホーム用ユニフォームをビジター用として使用した。
2009年の交流戦では、球団史上初めて日本一に輝いた1985年当時のユニフォームを復刻。ホーム用は帽子にも白地にストライプ。ビジター用もグレー地に同じく黒のストライプが入ったデザイン。
2010年の交流戦では、1976年から1978年までの当時のユニフォームを復刻。ホーム用は袖とズボンのサイド部分に黒と黄色のギザギザの「輝流ライン」があしらわれたデザイン。
オールド・ユニフォーム・シリーズ2010で、1948年から1949年まで使用していた上下ともに濃紺のユニフォームを着用した。このユニフォームは2011年の交流戦でも、若干のデザイン変更を受けて使用された。
レジェンド・ユニフォーム・シリーズ2012で、大阪タイガース時代の1937年秋季に球団史上初の優勝を飾った当時のユニフォームを復刻。ホーム用とビジタ一用の2種類を用意された。ホーム用ストッキングは白地に黒・黄色・赤のラインが入ったもの。ビジター用ストッキングは黒一色。
北海道日本ハムファイターズ
2005年5月28日のヤクルト戦（札幌市円山球場）で、日本ハムファイターズ時代の1979年から1981年までにホームゲームで使用されていた青い縦縞のユニフォームを復刻し、1試合限定で試合前の練習用ウェアとして上衣のみ使用した。
2013年、「レジェンド・シリーズ2013」では、1993年から札幌移転前年の2003年まで着用した東京時代かつ日本ハムファイターズ時代における最後のユニフォームを着用した。
2014年、全ての人々への感謝を込めて、球団ヒストリー企画である「レジェンドシリーズ2014」を開催。日本ハムファイターズ時代の1982年から1992年までのホーム用ユニフォーム（いわゆる「オレンジユニフォーム」）を着用。なお帽子は、1988年から使われた前方が白いものを採用した。
2015年、球団ヒストリー企画である「レジェンドシリーズ2015」を開催。日本ハムファイターズ時代の1979年から1981年までにホームゲームで使用されていた青い縦縞のユニフォームを着用したが、2005年採用時とは異なり、上下衣や帽子、ストッキングに至るまで復刻した。
2016年、球団ヒストリー企画である「レジェンドシリーズ2016」を開催。1974年のユニフォームを着用。
読売ジャイアンツ
2007年6月8日から11日まで、球団通算5000勝記念企画として、V9時代のホーム用・ビジター用ユニフォームを期間限定で使用した。
2009年、球団創立75周年記念事業の一環として、東京巨人軍時代の1936年にアメリカ遠征した際のユニフォームを復刻し、7月7日からの横浜3連戦（東京ドーム）で着用すると発表。
2010年、オールド・ユニフォーム・シリーズ2010で、セ・リーグ誕生時の1950年のユニフォームを着用した。
2012年、レジェンド・ユニフォーム・シリーズ2012において監督の原辰徳がプロ入りした1981年当時のユニフォームを復刻。
埼玉西武ライオンズ
2007年、1979年から1995年まで使用されていた、いわゆるライオンズブルーのビジター用ユニフォームを復刻。7月10日から8月30日の試合で使用した。
2008年、球団創設30周年および西日本鉄道創業100周年協賛事業として「ライオンズ・クラシック」と銘打ち、西鉄ライオンズ時代の1954年から1959年まで使用していたユニフォームを復刻。6月28日から8月21日までの主催試合のうち12試合と7月15、16日のソフトバンク戦（ヤフードーム）2試合で使用した。
2009年、引き続き「ライオンズ・クラシック2009」のイベントを開催することを発表。「多くのスター選手を輩出した最強ライオンズがよみがえる」をコンセプトに5度の日本一に輝き黄金時代を築いた西武ライオンズ時代の1980年代に使用していたユニフォームを復刻した。
2010年、「ライオンズ・クラシック2010」として太平洋クラブライオンズ時代の1973年に使用された赤いホーム用セカンドユニフォームを復刻。6月26日から8月29日までの主催試合14試合のほか、ビジターゲームでも7月17日から7月19日までのソフトバンク戦（ヤフードーム）3試合で使用された（なお、この3試合はこの年のソフトバンク主催イベント「鷹の祭典」の期間にあたる）。
2011年、「ライオンズ・クラシック2011」では1951年に誕生した西鉄ライオンズの初代ユニフォーム。7～8月の本拠地・西武ドーム計13試合と、9月2日 - 4日のVSソフトバンク3連戦で使用。
2012年、「ライオンズ・クラシック2012」では稲尾和久の背番号「24」の永久欠番化を記念し、西鉄ライオンズ時代の1961年のユニフォームを復刻。チーム全員が背番号「24」をつけてプレーした。
2013年、「ライオンズ・クラシック2013」では西武鉄道開業100周年を記念し、1936年の東京セネタース（なお、消滅時の球団名は翼軍）のユニフォームを復刻。「レジェンド・シリーズ2013」では、西武ライオンズ時代の1980年代から1990年代までにかけての黄金期にホーム用として使用したユニフォーム。なお、埼玉西武ライオンズと翼軍に於ける2つの球団の扱いは、別の扱いである。
2014年、「ライオンズ・クラシック2014」では、西武ライオンズ時代の1979年から1995年までに用いられたいわゆる「ライオンズブルー」のビジター用ユニフォームを着用。
西武は後述のソフトバンクと異なり、福岡時代といわれる前身球団の歴史を継承しない方針を2007年まで採っていただけに、転換と受け止められて注目された（事実、その年のオフに西鉄の継承球団であることを公式に表明した）。
福岡ソフトバンクホークス
2008年、福岡移転20周年および球団創設70周年事業として、「福岡ダイエーホークス復刻モデル」と「南海ホークス復刻モデル」のユニフォームを製作。ダイエーモデルは5月24日の阪神戦・6月12日の中日戦（共にヤフードーム）、南海モデルは6月6日の阪神戦（甲子園）・8月2日、3日のオリックス戦（京セラドーム）で使用した。なお、ダイエーモデルは福岡ドーム移転後のものを使用。
2013年、「レジェンド・シリーズ2013」では、南海ホークス時代の1984年から1988年（南海時代最終年）まで着用されたホーム用ユニフォームを着用。
2014年、ガッチャマンヘルメットが特徴で、福岡ダイエーホークス時代かつ平和台球場時代の1989年から1992年までのホーム用ユニフォームを着用。
東京ヤクルトスワローズ
2008年、手塚治虫生誕80周年記念として、左袖に「鉄腕アトム」のイラストが入ったアトムズ時代の1969年のビジター用ユニフォームを復刻。5月3日から15日の9試合（神宮球場）と21、22日の西武戦（西武ドーム）の計11試合で着用した。なお、西武戦については、手塚キャラをシンボルマークとしていたもの同志ということで着用した。
2009年、球団創立60周年を記念し、国鉄スワローズ時代の1951年（チーム誕生2年目）に着用したユニフォームを復刻。日本生命セ・パ交流戦期間中に開催する主催6試合で着用。
2010年、オールド・ユニホーム・シリーズ2010でヤクルトスワローズ時代の1990年代に使用していたホーム用とビジター用の2種類のユニフォームを着用した。
2012年、レジェンド・ユニフォーム・シリーズ2012においてヤクルトスワローズ時代の1978年の球団史上初の優勝・日本一当時のホーム用ユニフォームを復刻。
千葉ロッテマリーンズ
2008年、ロッテ球団40周年記念として、ロッテオリオンズ時代の1973年から1991年まで使用されていたホーム用ユニフォームを復刻。8月13日から16日のソフトバンク戦と楽天戦（千葉マリンスタジアム）で使用した。
2009年、球団創設40周年を記念し8月18日から20日に、ロッテオリオンズ時代の1969年から1972年まで使用したユニフォームを復刻。
2011年、本拠地移転20周年企画として、1992年から1994年まで使用したマリーンズ初代ユニフォームを復刻。
2013年、「レジェンド・シリーズ2013」では、ロッテオリオンズ時代の1974年にチームとして4年ぶりのリーグ優勝を達成し、パ・リーグとしては10年ぶり（チームとしては24年ぶり）に日本一を奪還したことから「チャンピオンユニフォーム」と呼ばれているビジター用ユニフォームを復刻。
広島東洋カープ
2008年、広島市民球場のラストイヤーを記念し、1977年から1988年まで使用したデザインのユニフォームを復刻。9月23日から25日の巨人戦（広島市民球場）で使用した。これは、いわゆる「赤ヘル軍団」黄金時代のユニフォームである。
2010年、オールド・ユニフォーム・シリーズ2010で1989年から1995年まで使用していたユニフォームを着用した。
2011年、1977年から1988年までビジター用で使用した水色のユニフォームを復刻。マツダスタジアムで行われる8月23日からの横浜3連戦と、26日からの巨人3連戦で使用。
2012年、レジェンド・ユニフォーム・シリーズ2012において1975年に球団史上初の優勝を飾った当時のブルーグレーのビジター用ユニフォームを復刻。
オリックス・バファローズ
2010年、5月30日のヤクルト戦を「がんばろうKOBEデー」としてオリックス・ブルーウェーブ時代の1995年にリーグ優勝を成し遂げた時のユニフォームを着用。
2011年、1970年代の阪急ブレーブス・近鉄バファローズ（なお、近鉄は2004年オフにオリックスに吸収合併）の復刻版ユニフォームと2年連続で「がんばろうKOBE」の文字が縫い付けられた1995年のオリックス・ブルーウェーブ時代のユニフォームをこの年の公式戦で着用するイベントを開催すると発表。着用後のユニフォームは慈善オークションを行い、東日本大震災の被災地への義援金とする。
2012年、1980年代の阪急ブレーブス・近鉄バファローズの復刻版ユニフォームを着用すると発表。阪急版は1988年まで使用された阪急ブレーブス時代最後のユニフォーム。近鉄版は1996年まで使用された藤井寺球場時代最後のユニフォームで芸術家の岡本太郎デザインの「猛牛マーク」が入った3色の帽子が復活。
2013年、リーグ優勝を成し遂げたオリックス・ブルーウェーブ時代の1995年に着用していたホーム用ユニフォームを「LEGEND OF Bs2013」「レジェンド・シリーズ2013」で着用した。
2015年、「がんばろうKOBE」から20周年を記念し、ほっともっとフィールド神戸の一部試合で1995年のオリックス・ブルーウェーブ時代のユニフォームをこの年の公式戦で着用した。
中日ドラゴンズ
2010年、オールド・ユニフォーム・シリーズ2010で球団史上初の優勝・日本一に輝いた1954年に使用していたユニフォームを着用。
2012年、レジェンド・ユニフォーム・シリーズ2012において1974年にV9巨人の10連覇を阻止し優勝した当時のホーム用ユニフォームを復刻。
横浜DeNAベイスターズ
2010年・横浜ベイスターズ時代、オールド・ユニフォーム・シリーズ2010で横浜大洋ホエールズ時代のユニフォームを着用した。
2012年、レジェンド・ユニフォーム・シリーズ2012において横浜ベイスターズ時代の1993年から2008年まで使用され、1998年には日本一を達成した際のビジター用ユニフォームを復刻。
2016年、「We☆YOKOHAMA」デーで横浜大洋ホエールズ時代のユニフォームを着用した。
OSAKA CLASSIC
オリックス・バファローズ対福岡ソフトバンクホークス戦の限定企画。お互いの前身球団である近鉄バファローズ対南海ホークスを京セラドーム大阪で再現するイベント。（なお、オリックス・バファローズと近鉄バファローズに於ける2つの球団の扱いは、別の扱いである。）
2013年：オリックスは藤井寺球場時代まで使用されたもの、ソフトバンクは南海時代末期のもの。
2014年：オリックス・ソフトバンク共に1970年代頃のもの。

### その他
- 2004年オフにオリックス・ブルーウェーブが大阪近鉄バファローズとの吸収合併で誕生したオリックス・バファローズの新ユニフォームは、ホーム用はオリックスの「BlueWave」を同じ書体で「Buffaloes」に変更しただけで、ビジター用はほとんど従来と同じであった。それを見た旧近鉄選手やファンなどからの批判もあり、急遽大阪ドーム用のユニフォームを作成し、当初のホーム用は神戸総合運動公園野球場や地方開催の主催ゲームで使うことになった。大阪ドーム用ユニフォームは帽子と胸の左側部分に、従来とは異なるデザインの紺に黄色の縁取りがある「Bs」マークを使用。ロゴは水牛の角をモチーフにデザイン。前立てにはブルーウェーブ時代のユニフォームと同様に紺のラインが入っている。また紺のラグランスリーブと袖口の赤いラインに近鉄のイメージが残るように配慮されている。ラグランスリーブは1974年から1996年までの近鉄バファローズのユニフォームに使用され、赤は近鉄のチームカラーだった。翌2006年には、神戸用ユニフォームも、ロゴを大阪用と同一に変更した。
- 横浜DeNAベイスターズは、横浜ベイスターズ時代の2004年から毎年夏季限定ユニフォームを使用している（非実施の年度もあり）。2012年からは「YOKOHAMA STAR☆NIGHT」と銘打っている。
- 福岡ソフトバンクホークスは、2006年から毎年「鷹の祭典」と題して、東京・大阪・北九州で各1試合、福岡で数試合着用する限定ユニフォームを使用している（一部のビジターゲームで着用することもある）。
- 東北楽天ゴールデンイーグルスは、2007年から毎年、公募デザインのユニフォームを期間限定で使用している。また2011年シーズンには、東日本大震災の犠牲者を悼み、左腕に黒い環状の喪章を入れたユニフォームを使用した。
- 埼玉西武ライオンズは、西武ライオンズ時代の2007年7月10日から8月30日まで期間限定ユニフォームを使用した。背面にライオンの牙をイメージしたデザインが入ったユニフォームであり、上記のライオンズブルーを復刻したユニフォームと併用した。また、2013年からは主催試合の一部で3rdユニフォームとして右袖に埼玉県章、胸には「Saitama」の文字が入ったSaitamaユニフォームを使用することが発表された。プロ野球史上初の県章を取り入れたユニフォームとなる。この3rdユニフォームは、2015年からビジターユニフォームとして本格採用された。
- 北海道日本ハムファイターズは、2007年から「We Love HOKKAIDOシリーズ」と題して限定ユニフォームを登場させている。
  - 2007年8月17日からの3連戦では胸に「HOKKAIDO（北海道）」の文字が入った青色のユニフォームを3試合限定で使用。
  - 2008年にはユニフォームの胸の部分に「HOKKAIDO」の文字が入るのは前年と同じだが、ユニフォームの生地の色は黒、袖が青で前年とカラーリングを逆転させたものを使用。
  - 2010年7月9日からの3連戦では“北海道の豊穣を表現”として金色（光沢がないので正しくは山吹色）のユニフォームを着用。
  - 2012年8月17日からの3連戦では「サマーフェスタ」と銘打ち、過去に利用したユニフォームなどを原料として再利用した「エコユニ」を着用した。
  - 2013年には“不屈のエネルギー”を表現した「バーニングレッド」色のユニフォームを7月12日からの札幌4連戦と7月17日の函館開催試合時に着用。
  - 2014年は北海道移転から11年、次の10年を見据え原点に立ち返るイメージを表現した「ネクストブルー」色のユニフォームを6月27日から7月16日までのビジターゲーム含め全16試合で着用。
  - 2015年は「EZOlutionラベンダー」色のユニフォームを着用。
  - 2016年は北海道新幹線開業を記念し、H5系のカラーである「常盤グリーン」「彩香パープル」「飛雲ホワイト」を採用した。
- 千葉ロッテマリーンズでは年に一度、ホームゲームでもビジター用ユニフォーム（黒）を着用する「ブラックブラックナイト」「ブラックブラックデー」を開催している（親会社・ロッテの主力商品『ブラックブラックガム』にちなむ）。この試合の場合はファンもビジターシャツや黒系のシャツを着て応援するのがお約束である。2016年の対戦相手は福岡ソフトバンクホークスだったため、ソフトバンクのビジターユニフォームが黒であることから、この時に限りソフトバンクはホームユニフォームを着用した。
- 2008年、マツダオールスターゲーム2008の練習時及び試合前イベント時に限りセ・パそれぞれのイメージカラー（セ・リーグ - 緑、パ・リーグ - 水色）に合わせたプラクティスユニフォーム（ミズノ株式会社提供）を着用。なお、このユニフォームは2009年以降も用意されている。
- 読売ジャイアンツは、2010年7月19日からの対東京ヤクルトスワローズ3連戦限定で、中学生以下のファンによるユニフォームデザインコンテストでグランプリを獲得したものを基にしたユニフォームを採用した。採用されたデザインは埼玉県在住の女子中学生による「ジャイアンツ スターズ」で、星と稲妻がちりばめられている。左胸に番号に入り、その下に「GIANTS」ロゴが入る。2012年からは、アディダス・ジャパンとの「橙魂（とうこん）」プロジェクトでオレンジ色を基調とした限定ユニフォームを年間数試合で着用している。
- 埼玉西武ライオンズは2012年、球団の親会社である西武鉄道の設立100周年を記念し、全国の小中学生からユニフォームのデザイン案を募集。採用案がデザインされたユニフォームを、8月に本拠地・西武ドームで開催される主催試合において着用する。
  - 採用案のタイトルは「4000系とスマイルトレインユニフォーム」。西武鉄道が保有する鉄道車両である4000系電車ならびに30000系電車「スマイルトレイン」の車体塗装をモチーフとし、スマイルトレインの帯色であるブルーとグリーンのグラデーションをベースに胸部分には「SEIBU」ロゴ（2003年までのビジター用のものと同一）をあしらい、首・袖周りには4000系電車の帯色である青・赤・緑3色のライオンズカラーが入る。原案においては右袖に西武鉄道のコーポレートロゴがあしらわれていたが、同部分についてはリーグ規定により通常ユニフォームと同様「saitama seibu」ロゴが貼付される。
- 東京ヤクルトスワローズは、2013年から年間数試合で「TOKYO燕（えん）プロジェクト」で緑色を基調とした限定ユニフォームを年間数試合で着用している。
- MLBでは聖パトリックの祝日に行われる試合の際、緑色のユニフォームまたは帽子を着用する。

## 着用規則と状況
同一チームの選手およびコーチは同色、同型、同意匠のユニフォームを着用すること、ホームゲームのチームは白色の生地を使用すること、6インチ（15.2cm）以上の背番号を付けることなどが、公認野球規則で定められている。規則の適用はリーグによって異なり、プロにおいては袖が他の選手より長い例やズボンの長さや太さの異なる選手も多くみられる反面、日本の高校野球のように内規によって非常に厳しく規制される例もある。
アンダーシャツに対して色は規制されているが、材質・形状は選手間で異なる場合が多い。試合前や終了後は上からスタジアムジャンパー（グラウンドコート）を着用することもある。
ユニフォームの着用義務は選手とコーチのみで、監督についてはこの限りでない。20世紀前半のMLBの名監督コニー・マックは背広姿で指揮を執ったことがよく知られている。

### 野球のユニフォームの着こなし
ユニフォームのズボンをひざ下まで引き上げ、ストッキングを見せる着こなしのことを、黒人初のメジャーリーガー、ジャッキー・ロビンソンの穿き方にちなみ「ジャッキー・ロビンソン・スタイル」という。アマチュア野球まではソックスを見せるタイプが多いが、現在のプロ野球ではソックスを隠し、パンツの丈を長くするスタイルが主流である。落合博満によれば、このスタイルをNPBで一番早く導入したのは宇野勝であったという。「ソックスを隠すのはだらしない」、「正式でない」とみる人物もおり、1995年、千葉ロッテマリーンズのGMに就任した広岡達朗が監督以下全コーチ、全選手にソックスを見せるスタイルに統一する事を義務付けた他、東北楽天ゴールデンイーグルスの二軍は2011年に一軍監督に就任した星野仙一の指示によってジャッキー・ロビンソン・スタイルに統一された。
2006年の公式戦において北海道日本ハムファイターズのSHINJO（新庄剛志）が、一人だけ襟付きアンダーシャツを着ていたことが問題視され、翌日から着用を取りやめるという出来事が二度あった。

## 日本プロ野球におけるメーカー
2025年現在（広島のみホームとビジターでメーカーが異なる）
| ミズノ           | 広島（ホーム）、阪神、中日、日本ハム、ロッテ、楽天 |
| デサント         | 広島（ビジター）、DeNA、オリックス                 |
| マジェスティック | ソフトバンク、ヤクルト                             |
| ナイキ           | 巨人                                               |
| ファナティクス   | 西武                                               |